# Batalla de Gibraltar (1621)
La denominada batalla de Gibraltar (1621), que algunos autores titulan batalla del Estrecho, fue un combate entre nueve galeones españoles y una flota holandesa de treinta navíos mercantes, fuertemente escoltada por veinte buques de guerra.

## Antecedentes
Durante la hispano-holandesa guerra de los Ochenta Años que mantuvieron las Provincias Unidas de Holanda para independizarse del dominio español, durante el reinado de Felipe III y la privanza del duque de Lerma, se concertó la Tregua de los Doce Años (1609-1621). A partir de 1621, se reanudaron las hostilidades que acabaron en 1648 con la firma del Tratado de Munster (en el marco de la Paz de Westfalia, que ponía fin a la guerra de los Treinta Años) donde el rey de España reconocía de iure la soberanía holandesa, que ya existía de facto desde la firma de tregua.
En esta nueva fase de la contienda, la estrategia española pasaba por impedir totalmente el comercio holandés en el Mediterráneo.
Los espías al servicio de la Corona española, informaron de que una importante flota holandesa procedente de Venecia, formada por treinta naves mercantes, que debido al peligro de los piratas turcos y berberiscos, estaba escoltada por veinte navíos de guerra, se proponía cruzar el estrecho de Gibraltar rumbo a sus bases de partida en los Países Bajos.
El mando español decidió interceptarla y, teniendo en cuenta el alcance de la fuerza, se preparó para reunir una armada de superior potencia. A este fin, se planeó reunir en la zona del Estrecho varias escuadras: la armada del Océano comandada por D. Fadrique de Toledo, la escuadra del Estrecho al mando de don Juan Fajardo, la de Portugal al mando de Martín de Vallecilla y la de Cuatro Villas, al mando de Francisco Acevedo.
La Armada del Océano que estaba fondeada en Cádiz, salió el 31 de julio hacia el cabo de San Vicente esperando reunirse con las otras tres. Por diversos motivos, estas no lograron acudir a la cita, Solamente D. Fadrique se encontraba en posición de enfrentarse a la columna holandesa.
Sin esperar más, D. Fadrique y su exigua escuadra, compuesta por el galeón Santa Teresa, enorme buque de más de 800 toneladas, quizá el mayor y mejor artillado de su época, tres galeones de unas 450 tm, otros tres de 350 tm y dos pataches, se dirigió a la bahía de Algeciras.

## La batalla

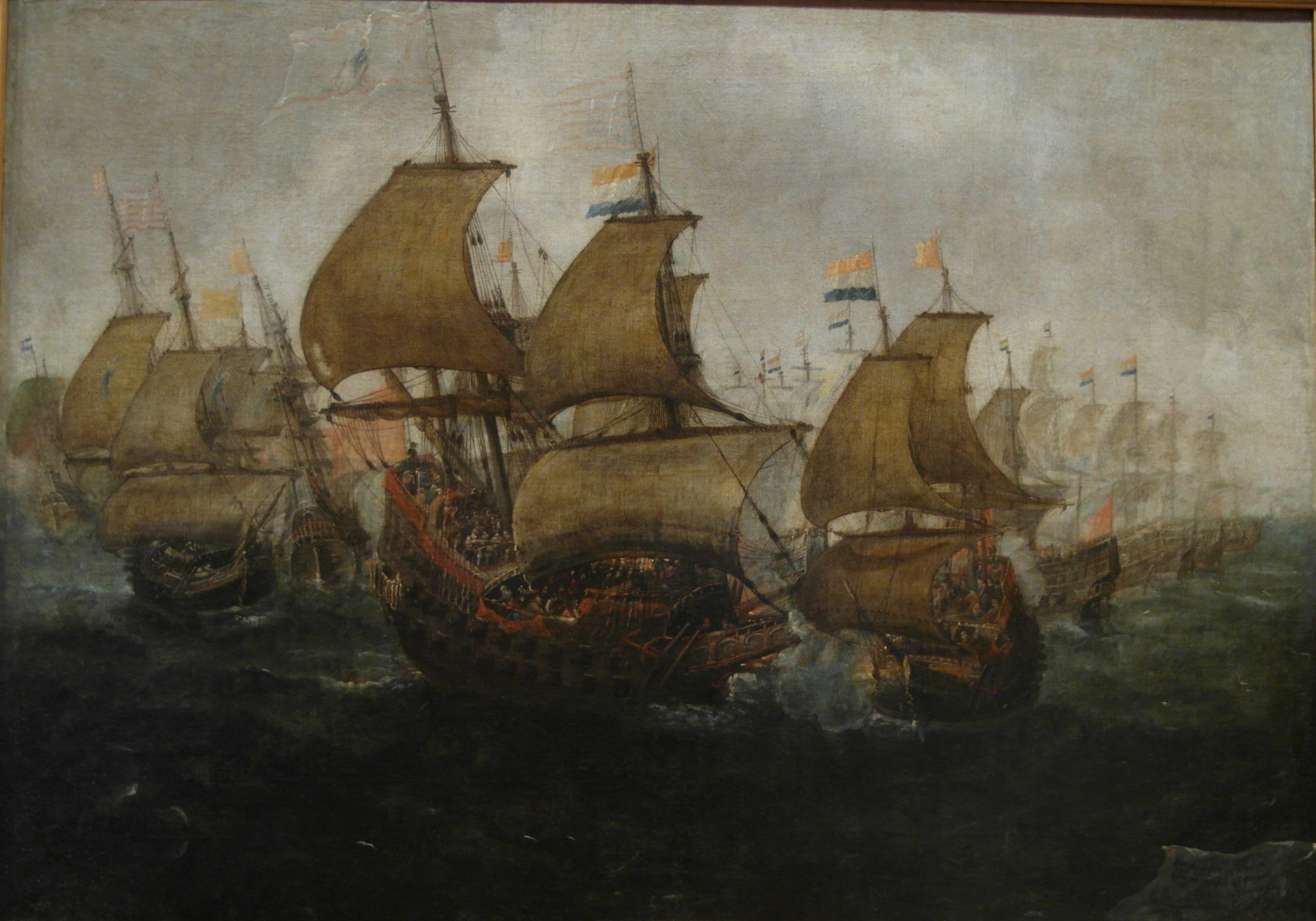
La batalla de Gibraltar

El día 9 de agosto desde Ceuta se avisto a la formación holandesa, informando a la escuadra española. El día 10 por la mañana se avistaron ambos rivales. Los mercantes neerlandeses estaban a barlovento, en dos grupos de veinticuatro y siete, protegidos por doce naves de guerra que confiando en su superioridad numérica formaron el línea de combate.
La táctica española consistía en aprovechar la mayor potencia de fuego de la nave capitana, para lanzarla sobre la formación contraria, abriendo brecha por donde pasarían el resto de la flota. Para asegurar el tiro, no se abriría fuego hasta encontrarse a tocapeñoles.
El Santa Teresa, buque insignia, conmino a la rendición enemiga, que rechazando el ofrecimiento lanzó a dos navíos a cañonearla. Tras soportar la primera descarga de los dos barcos neerlandeses, se desplazó entre ambos, abriendo fuego de artillería y mosquete a babor y estribor. El daño fue enorme, retirándose del combate las dos atacantes. D. Fadrique continuó su rumbo entre la formación rival abriendo un enorme corredor por donde se introdujeron los otros galeones, que en esta primera fase lograron hundir o capturar dos o tres navíos. Cuando atravesó completamente la formación holandesa, el Santa Teresa viró, volviendo al combate y capturando un barco e incendiando otro. A cambio el fuego se propagó al propio Santa Teresa; el incendio pudo ser sofocado pero su efecto se sumó a los daños recibidos en el combate, por lo que disminuyó su actividad.
Sobre las 15:00 horas, la batalla había declinado, el grueso del convoy holandés optó por abandonar la batalla, continuando su ruta.

## Consecuencias
En términos estrictamente militares el combate se saldó con una rotunda victoria española, cinco buques destruidos y dos apresados contra ninguna pérdida propia. No obstante, el principal objetivo, impedir la marcha del convoy, no se consiguió. Pese a ello, el gobierno español dio una gran relevancia al hecho, elevando la moral de combate, un tanto deprimida desde la derrota de 1607 en las mismas aguas.